# Fragata Hèrcules (1814)
La Fragata Hèrcules va ser la nau insígnia de la segona esquadra de les Províncies Unides del Riu de la Plata durant la campanya naval del 1814 com a part de la guerra de la independència de l'Argentina. Sota el comandament de Guillermo Brown va derrotar les forces navals espanyoles de Montevideo i va possibilitar la captura de la ciutat.

## Història
No es coneix amb certesa on va ser construïda, encara que segons les fonts es considera d'origen rus o fins i tot nord-americà. Anteriorment va ser coneguda com a Duke of Palma, i va rebre posteriorment el nom d'Hèrcules., Sota el comandament del capità William Coffin, va entrar a Buenos Aires el 22 de desembre del 1813 procedent de Liverpool i es va consignar a Diego Brittain. Estava en venda, i el capità John Goodfellow (el seu agent) va oferir-la per a la seva compra als responsables d'armar la segona esquadra, Juan Larrea i Guillermo Pío White. La van comprar el 27 de desembre del mateix any a compte de l'estat per la suma de 25.000$ (meitat al comptat i la resta a abonar en documents contra la Duana).
Pesava 350 tones i tenia 38 metres d'eslora, 6 metres de màniga, 5,8 metres de puntal i 2,25 metres de calat mitjà.
La van armar inicialment amb 30 canons (4 de 24 lliures, 8 de 18 lliures, 12 de 8 lliures, 6 de 6 lliures i 6 pedrers.
La tripulació era de 180 homes entre tripulants i tropa embarcada.
Es va incorporar a l'esquadra el 4 de gener del 1814 i el comandant Guillermo Brown el va elegir com a vaixell insignia. Li van confiar el comandament al sergent major Elías Smith.

### Combat de Martín García
El 10 de març del 1814 la flota de Brown va atacar a l'esquadra realista comandada pel capità Jacinto de Romarate estacionada a l'Illa Martín García.
El pla de Brown consistia a atacar pel front i per la rereguarda a la línia espanyola. A aquests efectes va establir una divisió formada pel Fortuna, Carmen i Sant Luis perquè envoltèssin per l'oest perquè el banc situat a estribord dels realistes caigués sobre la seva rereguarda mentre la força principal atacava el seu front. L'Hèrcules formava aquesta divisió sobre l'ala esquerra, seguida de la Céfiro, el Nancy i la Juliet sobre l'ala dreta.
A les 13:30, sense que estigués encara en posició, l'esquadra de Brown, i a l'avantguarda la Juliet per tenir millor visió, va obrir foc viu sobre els realistes que van respondre immediatament.
El capità argentí va intentar avançar enmig del foc sobre l'enemic però havia perdut al seu pilot i va encallar al banc de l'oest de l'illa sota tir de canó i de proa a l'enemic. Com a conseqüència va patir el foc enemic continu i va patir fortes pèrdues i només va poder respondre amb tres canons, dedicant la resta dels seus canons de banda a les bateries de terra. Brown va qüestionar la forma en la qual la resta de l'esquadra "es va comportar durant l'acció, malgrat haver-se fet tots els senyals i haver anat personalment en el seu vaixell abans de les 12 de la nit a instar i suplicar el seu suport, que va resultar inútil".
En aquesta, (la primera i més sagnant jornada del Combat de Martín García), Romarate (Montevideo) va aconseguir rebutjar l'assalt. Van haver-hi 45 morts i 50 ferits i les pèrdues de la força atacant van ser elevades. Entre les pèrdues atacants hi havia el comandant Elías Smith, el cap de les tropes embarcades el capità francès Martín de Jaume, el tinent segon Robert Stacy, el grumet Edward Price, els mariners Richard Brook i William Russell i el cuiner Peter Brown.

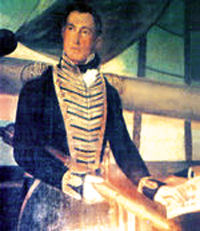
Brown (oli de F.Goulu, 1825).

Bernard Campbell, que era el Cirurgià en Cap, va tenir moments molt difícils tractant als ferits amb medis assistencials inadeqüats. Entre els ferits es trobaven el majordom Tomas Richard i els mariners James Stone, Henry Harris, Elsey Miller i Anthony O’Donnell.
A l'alba del dia 11, es va reiniciar el foc fins a les 8:45, moment en què finalment l'Hèrcules amb les seves vel·les i màstils destrossats i amb 82 impactes en el casc va aconseguir fugir de la varadura (és a dir, va aconseguir desencallar) aprofitant la marea i amb el trinquet, la seva única vel·la utilitzable encara que plena de forats de metralla i bala, va poder sortir del canal i retirar-se maniobrant pel Banc de las Palmas.
A l'Hèrcules se li van col·locar làmines de plom sota la línia de flotació i es va cobrir el casc amb cuirs i brea, motiu pel qual va rebre el sobrenom de Fragata Negra.
Després de la mort de Smith va assumir el comandament el capità Guillem MacDougall.
Després de les reparacions i comptant amb un reforç de 49 homes, Brown va tornar contra tota previsió a l'atac i el 15 de març en una operació amfíbia va prendre l'illa i va forçar a l'esquadra de Romarate a refugiar-se al Riu Uruguai, dividint definitivament les forces enemigues i obrint el camí al bloqueig de la ciutat de Montevideo.

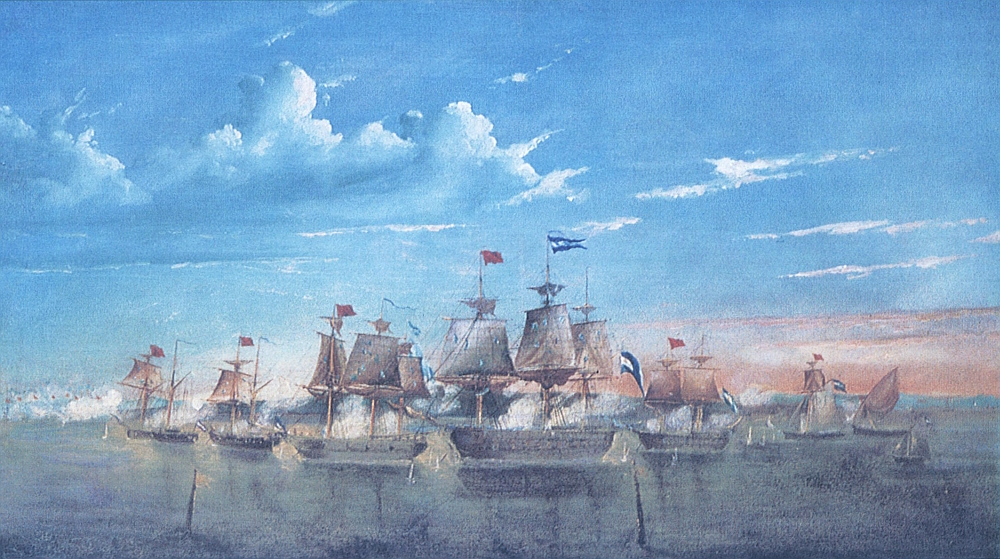
Combat de Martín García.

### Combat del Buceo
El sergent major Ricardo Baxter va assumir el comandament des del 17 d'abril fins al 23 de juny del 1814.
Es va capturar un bergantí mercant espanyol de La Corunya, i posteriorment, el 12 de maig Brown va decidir que 2 dels 4 canons llargs de 6 lliures amb els quals estava equipat s'havien de col·locar a l'Hèrcules. Així, quan la va enviar al Combat naval del Buceo, que es va iniciar el dia 14, estava equipat amb 32 canons.
En el combat i a causa de la calma reinant, Brown va deixar l'Hèrcules i es va embarcar a la sumaca (embarcació petita de dos pals usada per a navegar per zones amb poca aigua, usada a Amèrica del Sud) Itatí per ser més ràpida i de fàcil maniobra i des d'ella va iniciar el combat. Va ser ferit i es va trencar la cama dreta, motiu pel qual va haver de dirigir des d'aquell moment tota l'acció des d'una camilla. El combat va cessar per les condicions meteorològiques adverses i es va reiniciar el 17 davant de Montevideo, aconseguint Brown una victòria decisiva.
Brown va mantenir el bloqueig però el dia 24 va delegar transitòriament el comandament en el seu segon, el tinent coronel Oliver Russell per tornar amb l'Hèrcules a Buenos Aires per recuperar-se de les seves ferides. Recuperat parcialment va tornar a la capitania a Montevideo. Quan es va rendir la ciutat el 23 de juny del 1814 ell hi era present.
Gaspar Vigodet, fins llavors governador de Montevideo, va ser empresonat a l'Hèrcules durant dues setmanes, a la cabina de Brown, fins a ser embarcat a la Nancy i enviat a Europa. L'Hèrcules va restar atracada a Montevideo fins al 6 d'agost en què va tornar a Buenos Aires per ser desarmada en la Ensenada de Barragán (caleta situada a 60 km de Buenos Aires).

### Corsari
El Director Suprem de les Províncies Unides del Riu de la Plata Gervasio Antonio de Posades va donar instruccions per acta secreta del 2 d'agost del 1814 per transferir la propietat del buc al coronel de la marina Guilermo Brown, com a premi pels serveis prestats durant la campanya.
El 15 d'agost va acabar el reajustament de la tripulació i el 7 de setembre el secretari de marina Benito José de Goyena va rebre l'ordre de lliurar la nau a Brown, la qual cosa va efectuar el dia 9.
No obstant Brown no va rebre l'autorització pel que el comandament formal de la nau va quedar a càrrec del seu germà Miguel Brown i de Walter Dawes Chitty, el seu cunyat, com a segon. Malgrat les ordres, Brown va decidir salpar i així ho va fer des de Buenos Aires el 15 de setembre del 1815, al costat del bergantí Santíssima Trinitat.
L'Hèrcules estava sota el comandament directe de Miguel Brown i la Santíssima Trinitat al de Chitty. Si bé l'Hèrcules havia de contar oficialment amb 200 homes, quan finalment va salpar de Buenos Aires només en portava 102.
Va lluitar contra els espanyols a l'Oceà Pacífic fent nombroses preses. El 21 de gener del 1816 va atacar i va bloquejar el port militar del Callao i al febrer va efectuar una incursió a Guayaquil. Va actuar en conjunt amb Hipòlit Bouchard al sector de les Illes Galápagos. Va continuar cap al nord fins a la costa de Chocó, a Colòmbia, en poder dels independents.
Al febrer del 1816 els espanyols afirmaven que encara estava pintada de negre. El seu estat no era bó. La Gaseta de Lima en la seva edició del 9 d'abril del 1816 assenyalava que podia avançar a 14 polzades d'aigua per hora.
A principis de juny del 1816, va salpar de la badia de Sant Buenaventura (Cauca, Colòmbia) i només estava tripulada per 55 homes.
Al juny va creuar el Cap d'Hornos, va recalar a les Illes Malvines i després d'un temporal va arribar a la costa del Brasil a l'alçada de Cabo Frío, on van arribar notícies del Riu de la Plata pel bergantí anglès Jane, que el van impulsar a continuar el viatge cap al Carib.
El 25 de setembre del 1817 a la badia de Carlisle, davant de Bridgetown, Barbados, va rebre la visita de les autoritats britàniques i el 28 del mateix mes l'Hèrcules va ser capturat per sorpresa pel HMS Brazen sota el comandament del capità Stirling. Va ser condemnat com a navili pirata pel Almirall d'Antiga el 13 de novembre del 1818, però cap dels oficials i tripulants va ser jutjat com a pirata, fet que demostra que va ser una maniobra per fer-se amb el buc i la seva càrrega. Efectivament, si bé l'Alta Cort dels Almiralls a Londres van revocar finalment la sentència, tant l'Hèrcules com el seu equip militar, el seu botí (mercuri, sedes, llenceria, or, etc.) i els efectes personals dels seus tripulants no van ser retornats.
L'Hèrcules i la seva artilleria va ser desmantelada a Antiga, i incorporada a la flota de l'almirall veneçolà Brion.